# Siphanta bifida
Siphanta bifida är en insektsart som beskrevs av Fletcher 1985. Siphanta bifida ingår i släktet Siphanta och familjen Flatidae. Inga underarter finns listade i Catalogue of Life.